# Préhistoire
Pour l’article homonyme, voir Préhistoire (discipline).

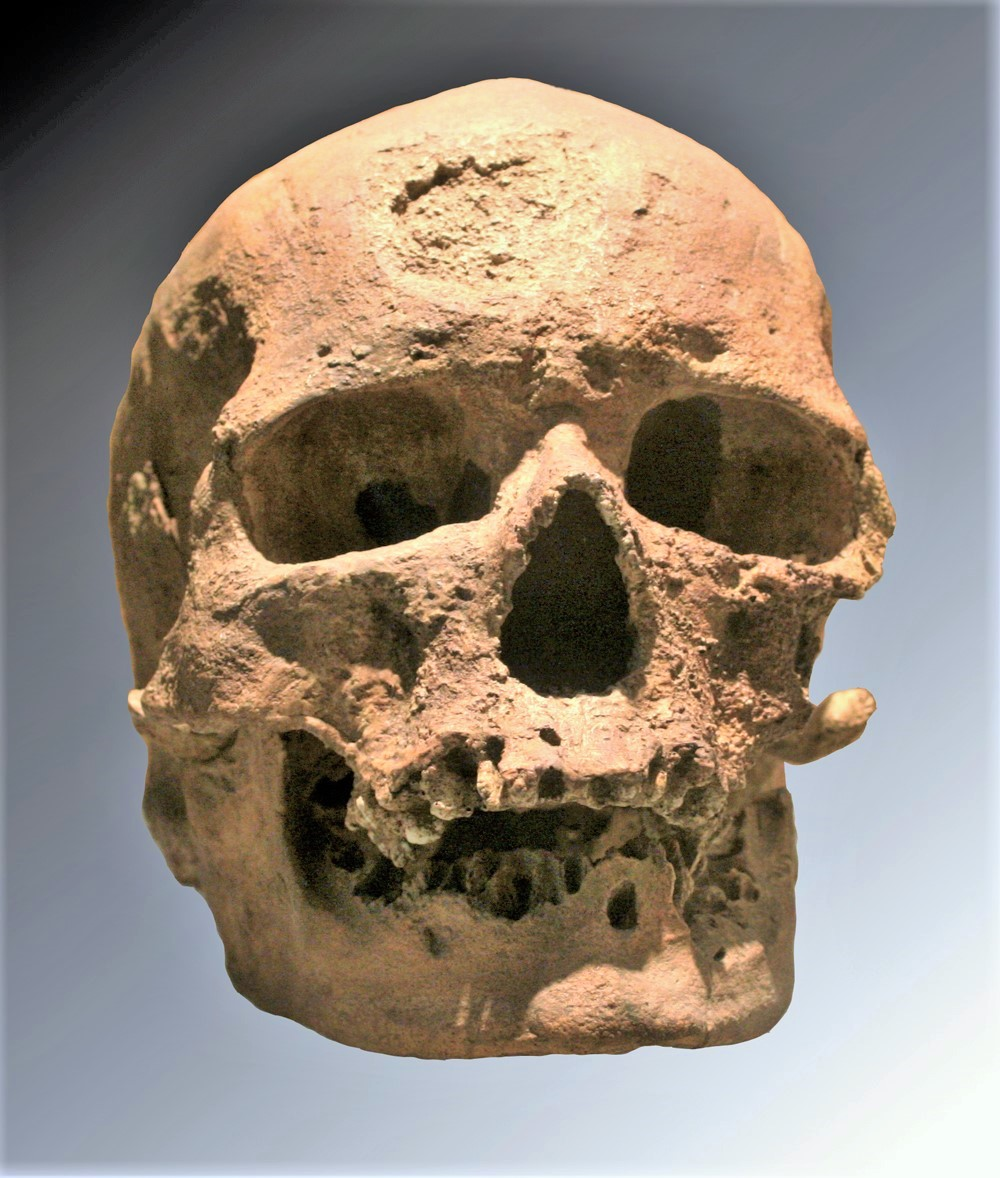
L'Homme de Cro-Magnon (28000 ans), découvert en 1868 par Louis Lartet.

La Préhistoire est généralement définie comme la période comprise entre l'apparition du genre humain et l'apparition des premiers documents écrits. Cette définition laisse cependant la place à des interprétations divergentes selon les auteurs.
La Préhistoire se divise en deux grandes parties, le Paléolithique (l'âge de la pierre taillée) et le Néolithique (l'âge de la pierre polie), qui se divisent elles-mêmes en différentes sous-périodes. La phase de transition entre ces deux grandes périodes est appelée le Mésolithique. Selon les régions du monde, la Préhistoire inclut aussi tout ou partie des périodes suivant l'âge de la pierre, à savoir l'âge du bronze, puis l'âge du fer.
Le terme « préhistoire » (écrit alors sans majuscule initiale) désigne aussi la discipline qui étudie cette période. Dans ce sens, cette discipline s'intéresse aux artéfacts laissés par les êtres humains préhistoriques, notamment leurs industries lithiques, et se distingue ainsi de la paléoanthropologie, qui étudie plutôt les fossiles humains et l'histoire évolutive de la lignée humaine.

## Définition de la Préhistoire

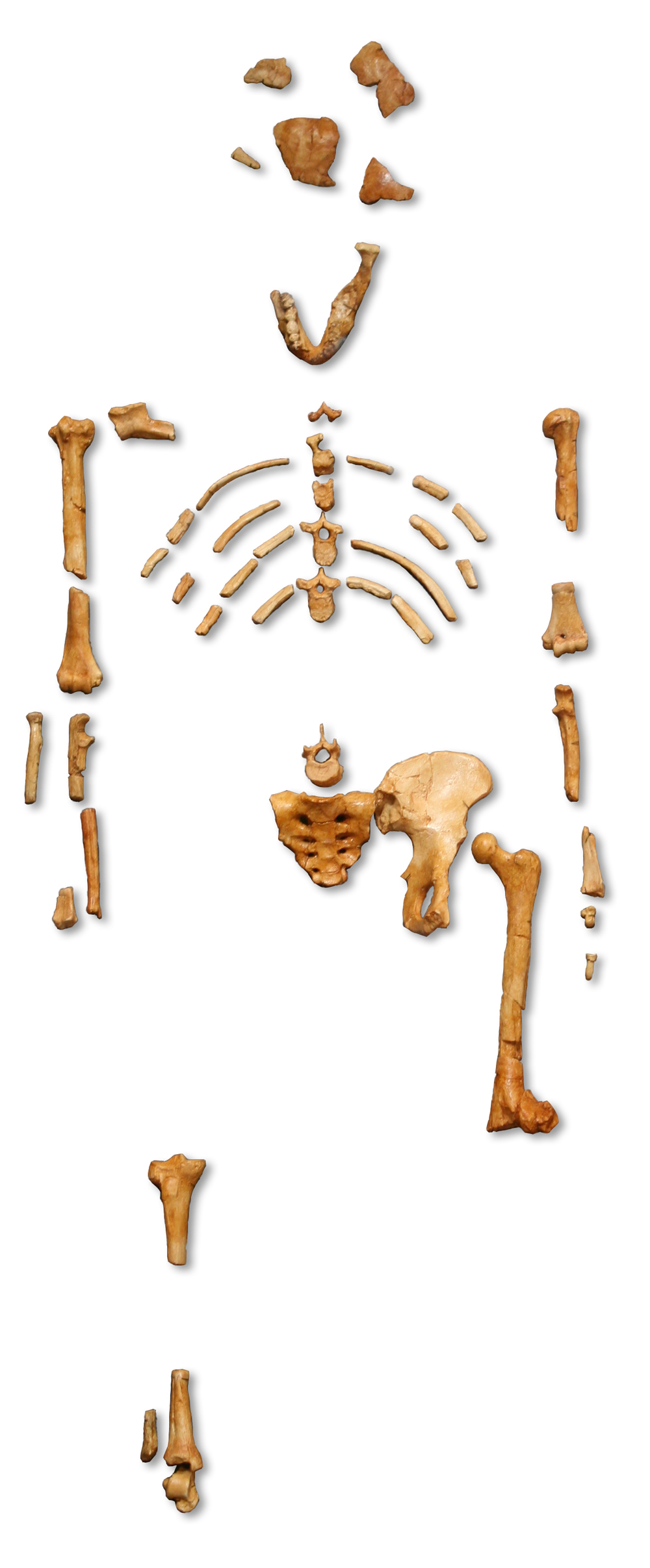
« Lucy », un fossile semi-complet dAustralopithecus afarensis découvert sur le site de Hadar (Éthiopie) en 1974.

La définition classique de la Préhistoire pose un certain nombre de problèmes, notamment en ce qui concerne les critères retenus pour son début et sa fin, mais aussi pour la datation de ses limites.

### Début de la Préhistoire
La Préhistoire commence avec l'apparition de l'Homme. Or celle-ci est le fruit d'une lente évolution sur plusieurs centaines de milliers d'années, depuis un hominine encore indéterminé. L'apparition de l'Homme dépend des critères utilisés pour définir le genre Homo, qui varient selon les chercheurs.
Pour certains chercheurs, le genre Homo serait attesté il y a environ 2,8 millions d'années, d'après un fossile actuellement attribué à ce genre découvert en Éthiopie en 2013 (LD 350-1). Plusieurs espèces se sont développées au Pléistocène inférieur, dont Homo habilis (2,3 Ma) et Homo rudolfensis (2,4 Ma), qui ont coexisté en Afrique de l'Est. Ces deux espèces montrent une bipédie plus avancée et un cerveau un peu plus volumineux que les Australopithèques, et on leur a généralement attribué les outils trouvés dans les mêmes couches stratigraphiques que les fossiles humains. Toutefois, ces couches ont souvent livré aussi des fossiles de Paranthropus boisei (Afrique de l'Est) ou de Paranthropus robustus (Afrique australe).
La fabrication d'outils a longtemps été considérée comme propre au genre Homo. Les Australopithèques, qui précédaient les humains et dont ces derniers sont probablement issus, ont peut-être eux aussi produit des outils de pierre. En 2012, la découverte d'un site d'industrie lithique à Lomekwi 3 au Kenya, daté de 3,3 Ma, a montré l'existence d'outils lithiques à une date nettement antérieure à l'apparition du genre Homo. Certains comportements traditionnellement associés au genre Homo pourraient donc être partagés par plusieurs genres d'Hominina.
Selon que l'on considère que la lignée humaine est représentée par le seul genre Homo ou par la sous-tribu des Hominina, ou que le critère déterminant est l'apparition des outils, la Préhistoire débute donc respectivement il y a 2,8 Ma (premiers Homo), 3,3 Ma (premiers outils) ou 7 Ma (datation de Toumaï, surnom de Sahelanthropus tchadensis).

### Fin de la Préhistoire

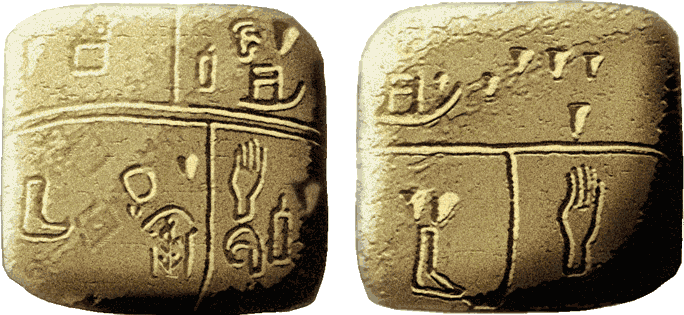
Tablette archaïque trouvée à Kish.

L'apparition de l'écriture en Mésopotamie et dans le sud-ouest de l'Iran, vers 3300 av. J.-C., en Égypte vers 3150 av. J.-C., comme critère marquant la fin de la Préhistoire est problématique à plus d'un titre car l'écriture n'apparaît pas à la même date dans toutes les zones géographiques, tant s'en faut, et il existe des sociétés n'ayant pas adopté l'écriture, dont la tradition orale est très forte, comme certaines civilisations d'Amérique précolombienne ou d'Afrique subsaharienne, qui ont peu de choses en commun avec les sociétés préhistoriques.
La notion de Protohistoire a été introduite pour les peuples ne possédant pas eux-mêmes l'écriture, mais qui sont mentionnés par des textes émanant d'autres peuples contemporains, comme les Gaulois d'avant notre ère, décrits par des auteurs grecs et romains.

### Définition économique et sociale
De nombreux préhistoriens modernes, parmi lesquels Jean Guilaine et Marcel Otte, ont proposé de redéfinir le terme Protohistoire en se fondant sur des critères non plus archéologiques mais économiques et sociaux.
La Préhistoire concernerait les populations dont la subsistance est assurée par la prédation au sens ethnologique. Ces groupes de chasseurs-cueilleurs, pêcheurs, collecteurs, généralement nomades, exploitent des ressources naturelles disponibles sans les maitriser. La Préhistoire stricto sensu comprendrait donc le Paléolithique et le Mésolithique.
La Protohistoire concernerait les populations dont la subsistance est assurée par la production. Ces groupes d'éleveurs et d'agriculteurs, souvent sédentaires, exploitent des ressources qu'ils maitrisent et qu'ils gèrent en partie. La Protohistoire comprendrait alors le Néolithique, l'âge du bronze et l'âge du fer. Elle est caractérisée par une structuration croissante de la société (formation de villages, développement de l'artisanat, division du travail, hiérarchisation sociale, développement des cultes religieux, échanges commerciaux terrestres puis maritimes, etc.).

## Aspects historiques
« Les armes antiques furent les mains, les ongles et les dents, ainsi que les pierres et les fragments de branche des forêts ; vinrent ensuite le fer et le bronze, mais d’abord le bronze, l’usage du fer n’ayant été connu que plus tard »

— Lucrèce, De rerum natura, Ier siècle av. J.-C. 

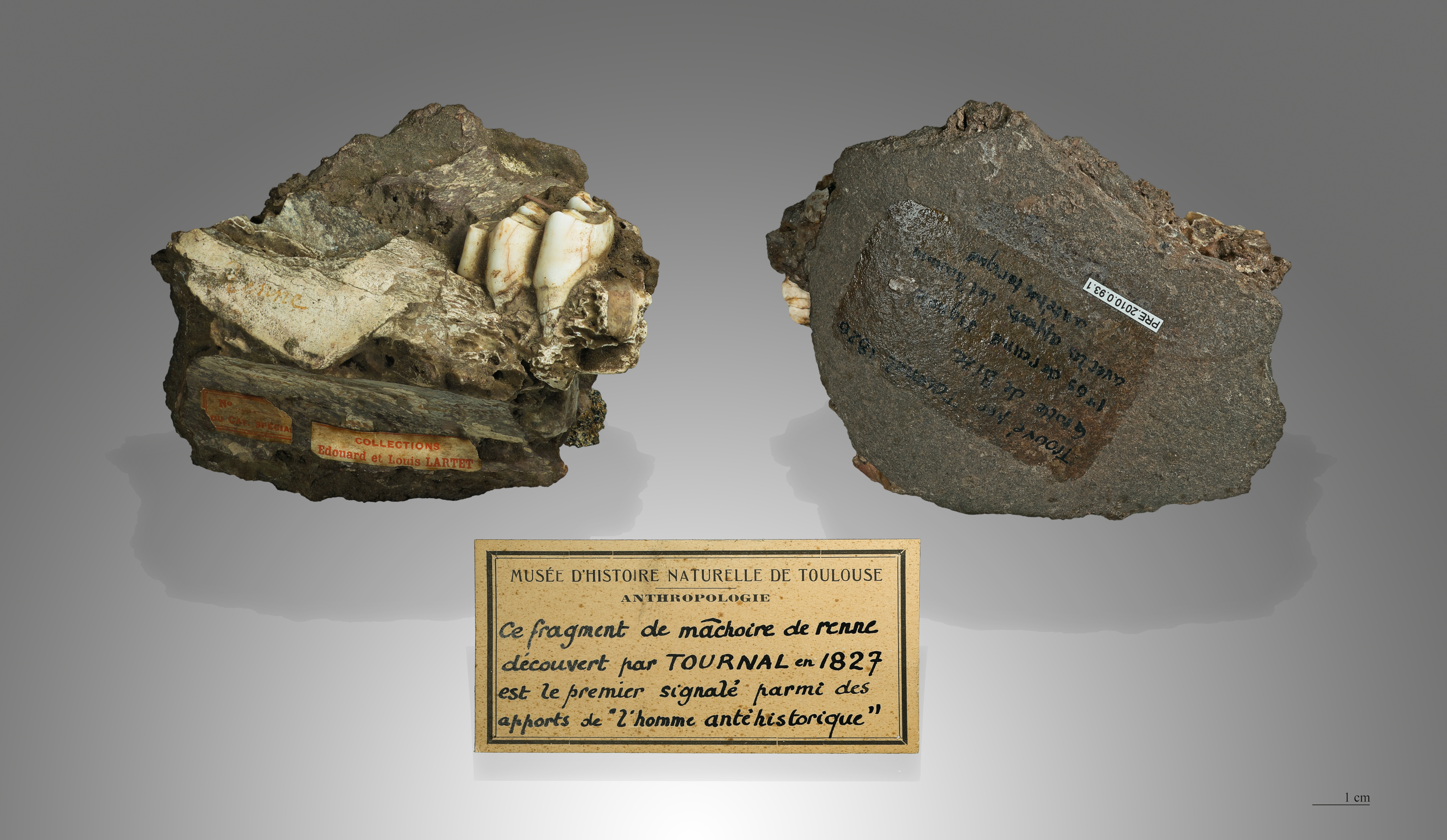
Mâchoire de renne de Paul Tournal, Muséum de Toulouse.

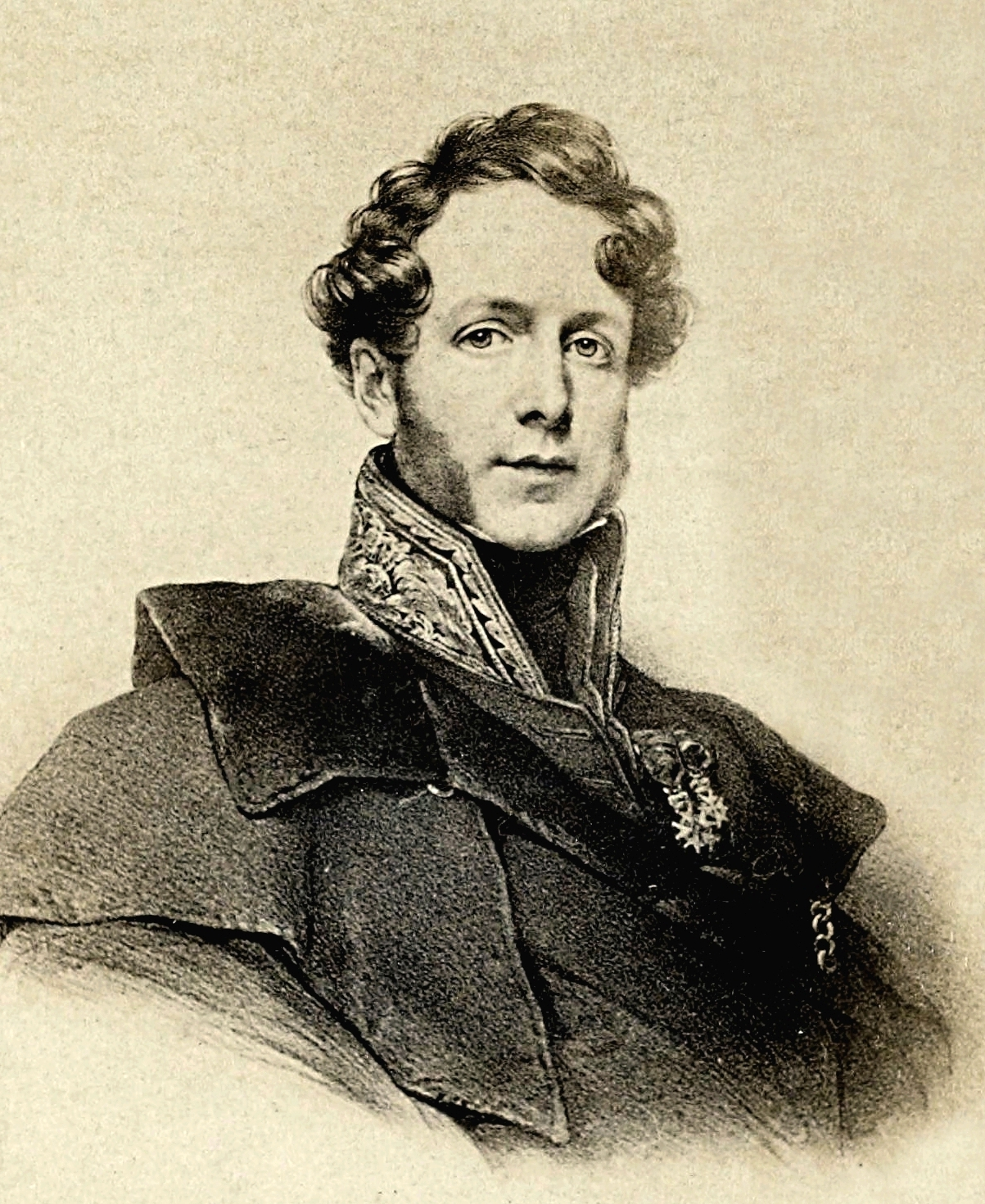
Jacques Boucher de Perthes, l'un des pères de la Préhistoire.

Dans l'Antiquité, des auteurs périodisent l'histoire de l'humanité selon des mythes métallurgiques. Dans son mythe des races, le grec Hésiode évoque un âge d'or — ou plutôt une race d'or —, suivi d'un âge d'argent, de bronze et de fer. Cette mythologie est par la suite développée à des fins philosophiques et surtout morales par Démocrite et par Épicure.
La chronologie de la Préhistoire a commencé à être établie au XIXe siècle, à la suite des travaux des grands systématiciens du siècle précédent, Carl von Linné, et surtout Buffon, qui avaient largement fait reculer la date de l'origine de la vie sur Terre. En 1820, le Danois Christian Jürgensen Thomsen, à la suite de Nicolas Mahudel, ordonne les collections de son musée en fonction des principaux matériaux utilisés et popularise le système des « trois âges » : Âge de la pierre, Âge du bronze et Âge du fer, sur la base des progrès technologiques dans les armes et les outils. Cette classification archéologique tripartite, devenue un des grands paradigmes de l'archéologie dès le XIXe siècle, reste utilisée jusqu'au début du XXe siècle.
Si les deux dernières expressions sont encore couramment employées, la première est désormais tombée en désuétude. On lui préfère selon les cas les termes Paléolithique et Néolithique, introduits par John Lubbock en 1865, ce qui conduit à une périodisation en quatre périodes (périodisation qui ne cessera de s'affiner). Le Paléolithique, étymologiquement « âge de la pierre ancienne », est la période la plus ancienne, durant laquelle la pierre est seulement taillée (d'où aussi l'appellation d'« âge de la pierre taillée »). Le Néolithique, étymologiquement « âge nouveau de la pierre », est la période plus récente, durant laquelle la pierre est taillée mais aussi travaillée par polissage (d'où aussi l'appellation d'« âge de la pierre polie »).
Les découvertes et les écrits de pionniers tels que Paul Tournal (1827), Jean-Baptiste Noulet (1851) et d'autres contribuent à faire accepter l'idée de la très haute antiquité de l'Homme. Les trois volumes des Antiquités celtiques et antédiluviennes (1846, 1857, 1864) de Jacques Boucher de Perthes jettent les bases de la science préhistorique, dont il est considéré comme l'un des fondateurs,. La date officielle de la naissance de cette science correspond à la reconnaissance par la communauté académique de la contemporanéité de l'Homme et d'espèces animales disparues « antédiluviennes ». Elle peut être fixée en avril 1859 par les Anglais de la British Archaeological Association qui se convertissent à la théorie de Boucher de Perthes, ou le 16 septembre 1859 par les Français de l'Académie des sciences, qui adhèrent à la très haute antiquité de l'homme défendue par Édouard Lartet et Albert Gaudry lors de la communication,. Mais cette naissance n'est pas une rupture épistémologique brutale car de nombreux travaux pionniers montrent « une série de déplacements théoriques souvent minimes, mais d’autant plus significatifs, qui ont rendu possible la conversion rapide de la communauté académique en 1858-1859 ».
S'inspirant de la chronologie utilisée en géologie, Édouard Lartet propose en 1861 une chronologie fondée sur les espèces successives de grands mammifères dominants. Seul l'âge du renne est encore parfois utilisé pour désigner le Magdalénien. En 1869, Gabriel de Mortillet propose une nouvelle chronologie de la Préhistoire, en quatorze époques successives nommées d'après les sites où elles ont été décrites et où elles sont bien représentées ; si certaines ont été abandonnées, d'autres sont encore utilisées aujourd'hui comme l'Acheuléen, le Moustérien, le Solutréen ou le Magdalénien,. La chronologie a également été précisée par Henri Breuil, notamment en ce qui concerne la position stratigraphique de l'Aurignacien.
Au début du XXe siècle, Oscar Montelius est le premier archéologue à formaliser le concept de typologie lithique et de chronologie relative par la sériation (en).

## Divisions de la Préhistoire
La chronologie de la Préhistoire comprend plusieurs périodes, de durées très inégales, fondées sur les cultures matérielles trouvées lors des fouilles archéologiques. Ces périodes, basées sur l'étude des vestiges durables (industrie lithique essentiellement, mais aussi industrie osseuse, puis céramique et métallurgie), se sont beaucoup affinées avec les outils de recherche modernes.
Cette chronologie n'est pas synchrone d'un continent à l'autre, ni même d'une région à l'autre. Pour les périodes anciennes du Paléolithique, les différences culturelles entre les industries sont difficiles à mettre en évidence, et les variations peuvent aussi être liées à la fonction des sites ainsi qu'aux types de matériaux utilisés.

### Paléolithique

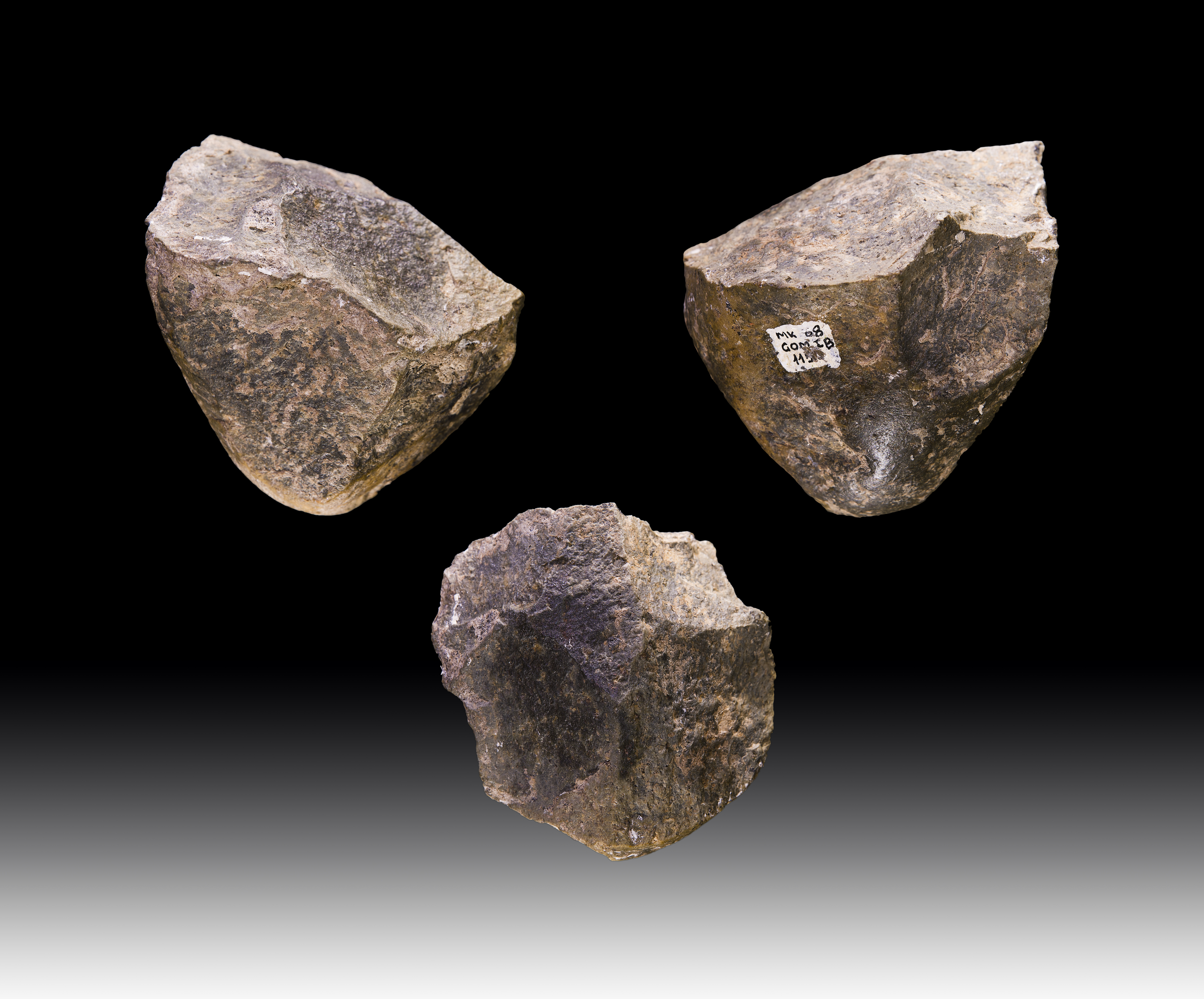
Galet aménagé, Melka Kunture, Éthiopie.

Le Paléolithique, terme créé par John Lubbock en 1865, désigne l'époque de la Préhistoire durant laquelle l'Homme était encore partout un chasseur-cueilleur nomade.
Le Paléolithique est subdivisé en trois ou quatre grandes périodes selon les auteurs.

#### Paléolithique archaïque
Le Paléolithique archaïque commence il y a 3,3 millions d'années en Afrique de l'Est, il y a 2,1 Ma en Chine, et il y a 1,5 Ma en Europe.
À la fin du Pliocène, on constate l'expansion des Australopithèques, apparus vers 4,2 Ma en Afrique, parmi lesquels se trouvent probablement les ancêtres du genre Homo. Au début du Pléistocène apparaissent les Paranthropes (2,7 Ma), Homo rudolfensis (2,4 Ma) et Homo habilis (2,3 Ma) en Afrique de l'Est.
L'apparition des premiers outils date de 3,3 Ma, à Lomekwi 3, au Kenya. Ce sont d'abord des galets aménagés, souvent considérés comme des nucléus aujourd'hui. Il y a 2,6 Ma, on constate l'apparition de l'Oldowayen en Éthiopie,, ainsi qu'une industrie à éclats découverte sur le site de Lokalelei, au Kenya (2,34 Ma),. Le premier site oldowayen trouvé en Afrique du Nord est daté d'environ 2 Ma, à Aïn Boucherit, en Algérie.
Il y a environ 2 Ma, Homo ergaster apparaît en Afrique. Il est attesté au Moyen-Orient il y a environ 1,4 Ma. Homo georgicus est identifié à Dmanissi, en Géorgie. Datés de 1,77 Ma, ses fossiles sont les plus anciens fossiles humains reconnus à ce jour[Quand ?] hors d'Afrique. Il est accompagné d'outils oldowayens. Néanmoins, les premiers sites préhistoriques trouvés en Chine sont datés d'environ 2,1 Ma (Renzindong, Longudong, Shangchen), mais sans fossiles humains associés.
La première trace de peuplement en Europe a été trouvée à Kozarnika, en Bulgarie, et date d'environ 1,5 Ma. Le site de Pirro Nord, en Italie, et les gisements de la région d'Orce, en Espagne, sont datés d'environ 1,4 Ma.

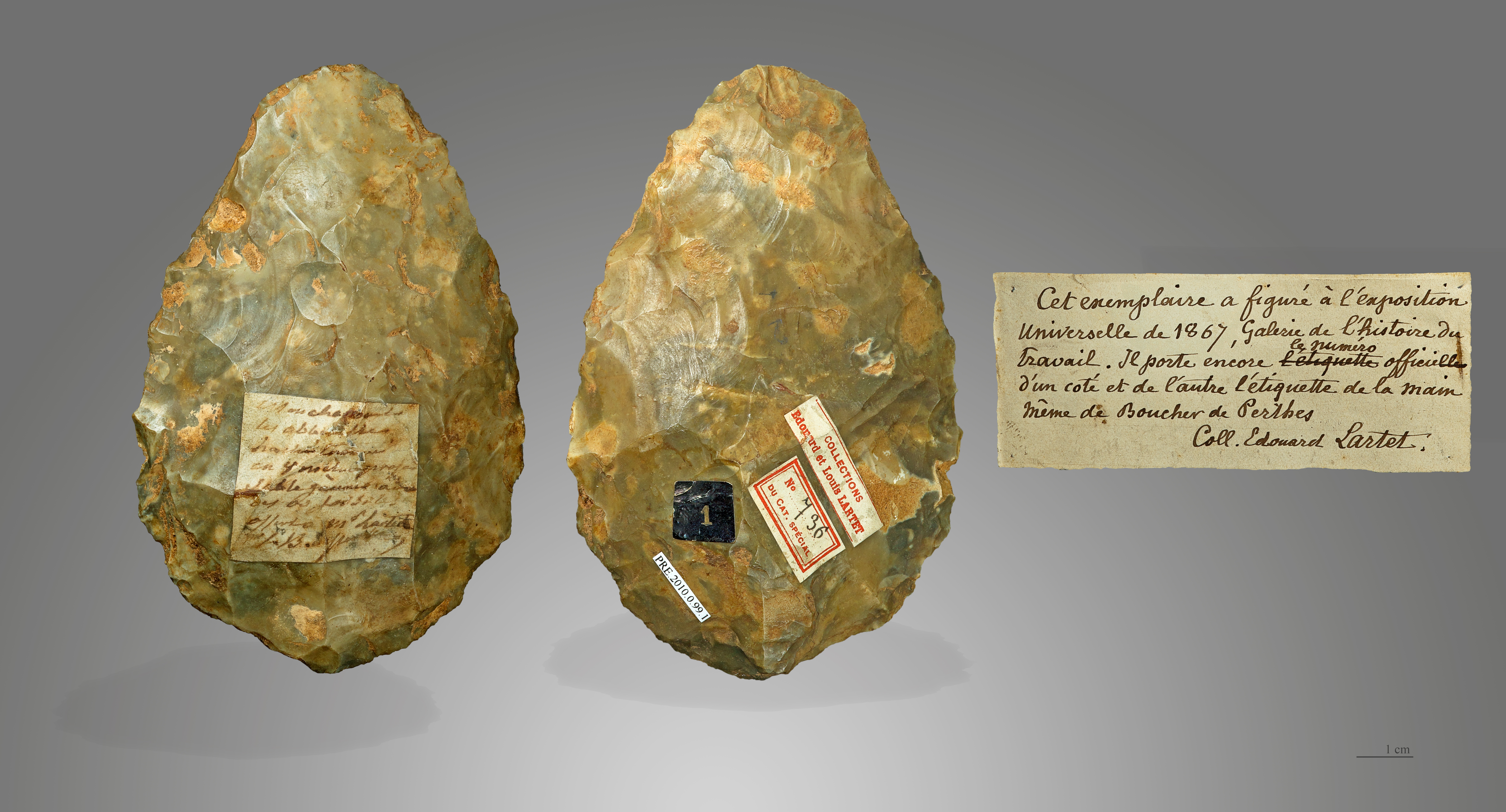
Biface de Menchecourt-les-Abbeville, exposé à l'Exposition universelle de 1867, Muséum de Toulouse.

#### Paléolithique inférieur
Le Paléolithique inférieur commence avec l'apparition de l'Acheuléen, il y a 1,76 Ma en Afrique de l'Est,. Le biface et le hachereau en sont les outils emblématiques. L'Acheuléen se diffuse en Afrique australe il y a 1,6 Ma, et en Afrique du Nord il y a au moins 1,3 Ma.
L'Acheuléen est attesté en Inde il y a 1,5 Ma (à Attirampakkam) et en Israël il y a 1,4 Ma (à Ubeidiya). Des industries lithiques de mode 2, comparables à l'Acheuléen, sont connues en Chine il y a au moins 800 000 ans.
Le premier site acheuléen en Europe, Le Bois-de-Riquet, à Lézignan-la-Cèbe, dans l'Hérault, est daté de 760 000 ans, le second, La Noira, à Brinay, dans le Cher, de 690 000 à 665 000 ans. On trouve ensuite de nombreux sites acheuléens anciens en Europe de l'Ouest, notamment dans la vallée de la Somme, en France, ainsi qu'en Italie et en Espagne.
L'apparition de l'Homme de Néandertal est datée par la génétique et par les fossiles à environ 450 000 ans en Europe, et celle de l'Homme de Denisova à une date comparable en Asie.
Il y a environ 400 000 ans, la domestication du feu est attestée sur tous les continents, par exemple à Menez Dregan (France), à Vértesszőlős (Hongrie), ou à Zhoukoudian (Chine).

#### Paléolithique moyen
Le Paléolithique moyen commence en Afrique vers 400 000 ans et en Europe vers 350 000 ans avant le présent.
- Apparition des pointes lithiques emmanchées, pointes de pierre taillées et fixées sur une hampe en bois, une pointe de pierre étant plus dure qu'une pointe d'épieu nue.
- Apparition des techniques de débitage laminaire et notamment de la méthode de débitage Levallois[35].
- Apparition en Afrique de l'industrie sur os d'animaux.
- Apparition de l'usage de l'ocre, probablement dans un but d'ornement corporel et/ou pour un usage médicinal.
- Apparition d'Homo sapiens il y a 300 000 ans en Afrique[36].
- Premières sépultures au Proche-Orient, par Homo sapiens, vers 120 000 ans avant le présent[37],[38]. Premières sépultures par l'Homme de Néandertal en Europe vers 60 000 ans AP.
- Arrivée d'Homo sapiens en Asie du Sud-Est vers 70 000 ans avant le présent.
- Arrivée d'Homo sapiens en Australie vers 50 000 ans AP, et peut-être dès 65 000 ans avant le présent.

#### Paléolithique supérieur
Le Paléolithique supérieur s'inscrit entre environ 50 000 et 12 000 ans avant le présent.
- Arrivée d'Homo sapiens en Europe, en Asie centrale et en Mongolie il y a environ 47 000 ans, au Japon il y a environ 38 000 ans[39], en Amérique il y a au moins 40 000 ans.
- Apparition du débitage lamellaire[40].
- Apparition des armes de jet (sagaie, arc), puis du propulseur en fin de période.
- Développement de l'industrie sur os d'animaux, bois de cerf, cornes, dents, et ivoire de mammouth, à usage utilitaire ou artistique.
- Explosion de l'art préhistorique : art pariétal, art rupestre, vénus paléolithiques. Il y a 36 000 ans, peintures de la grotte Chauvet, en Ardèche.
- Disparition de l'Homme de Néandertal vers 35 000 ans AP, de l'Homme de Denisova, d'Homo floresiensis et d'Homo luzonensis à des dates encore indéterminées.

### Mésolithique
Vers 14 500 ans avant le présent (AP) apparaissent au Levant les premiers villages natoufiens, puis vers 12 000 ans AP, des constructions plus ambitieuses, comme à Göbekli Tepe en Turquie, Tell Qaramel en Syrie, ou Jéricho en Israël. Les habitants de ces villages demeurent toutefois des chasseurs-cueilleurs.
En Europe, les groupes humains commencent à la fin de la dernière période glaciaire, vers 11 700 ans AP, à réduire leurs déplacements saisonniers, car ils peuvent désormais chasser le gibier sédentaire des forêts de climat tempéré, qui remplacent les troupeaux très mobiles de gros herbivores des steppes de l'ère glaciaire.

### Néolithique
Le Néolithique désigne l'époque de la Préhistoire durant laquelle l'Homme devient agriculteur. Ce basculement se produit à des époques très différentes selon les continents et les régions.
La révolution néolithique naît de l’adoption par des groupes de chasseurs-cueilleurs d’un mode de subsistance fondé sur l’agriculture et l’élevage. Celui-ci suit de près le développement de la sédentarisation sous la forme des premiers villages permanents, et s'accompagne de l'apparition d'un outillage en pierre polie, et de l'invention de la poterie et du tissage. L'adoption de l'agriculture et de l'élevage permet une augmentation sensible de la ressource alimentaire et entraîne, par voie de conséquence, un fort accroissement de la population. Les groupes humains désormais plus nombreux commencent à modifier leur environnement, principalement par le déboisement, et dans certaines régions par l'irrigation. On assiste au développement de la division du travail, notamment entre agriculteurs et artisans. L'existence de réserves alimentaires dans les villages favorise l'accentuation des hiérarchies sociales, et le développement des conflits entre communautés voisines pour s'approprier les ressources.
Plusieurs formes de domestication de plantes et d'animaux ont surgi indépendamment dans au moins sept ou huit régions séparées à travers le monde, et à des époques différentes. La première émergence eut lieu au Proche-Orient, où les hommes passèrent graduellement de la cueillette de céréales sauvages, au Natoufien, à la production de plantes et d'animaux domestiqués, en passant par des stades intermédiaires successifs durant près de 4 000 ans. Si l'adoption de l'agriculture dans ces foyers d'origine correspond à un lent changement des comportements des populations locales, dans d'autres régions, comme en Europe, elle est plus rapide et correspond à l'arrivée de populations déjà néolithisées.
Le Néolithique débute dans le Sud-Est de l'Anatolie, au Levant, et dans les piémonts du Zagros vers 8500 av. J.-C.. Il atteint la Grèce et les Balkans vers 6400 av. J.-C., et parvient sur la côte atlantique européenne vers 5000 av. J.-C. Il commence en Chine entre 6000 et 5500 av. J.-C.. En Amérique, les Andes connaissent leurs premières plantes cultivées entre 5000 et 4000 av. J.-C..
À partir de 4500 av. J.-C. se développe en Europe atlantique, de l'Écosse au Portugal, une vaste culture mégalithique, qui voit fleurir les dolmens, menhirs et autres cromlechs. Cette culture se diffuse progressivement de l'Ouest vers l'Est du continent européen.

### Âge du bronze
L'âge du bronze commence avec l'apparition de la métallurgie du bronze, vers 3000 av. J.-C. en Anatolie.
Le bronze est un alliage de cuivre et d'étain, plus dur que le cuivre seul, ce qui permet de fabriquer des outils plus résistants et confère à ses détenteurs un avantage militaire. Le cuivre a été tôt exploité à Chypre, à qui il a donné son nom. L'étain, longtemps resté plus rare que le cuivre, provenait largement au IIe millénaire av. J.-C. d'Afghanistan puis au Ier millénaire av. J.-C. d'Angleterre, ce qui représentait de longues routes commerciales terrestres ou maritimes.
La métallurgie du bronze est parvenue en Grèce et en Crète vers 2800 av. J.-C., puis en Europe de l'Ouest et en Chine vers 2000 av. J.-C.

Le monde vers 2000 av. J.-C.

### Âge du fer
L'âge du fer commence avec l'apparition de la métallurgie du fer, vers 1200 av. J.-C. en Anatolie.
La métallurgie du fer est parvenue en Grèce vers 1050 av. J.-C., en Europe de l'Ouest vers 800 av. J.-C., et en Chine vers 500 av. J.-C.

## Préhistoire de l'Europe

### Articles d'ensemble
- Paléolithique en Europe
- Europe néolithique
- Âge du bronze en Europe

### Paléolithique
- Paléolithique archaïque
  - identifié à Kozarnika, en Bulgarie, vers 1,5 million d'années, à Orce, sur les sites de Fuente Nueva 3 et Barranco León, en Espagne, vers 1,4 Ma[43],[44], à Pirro Nord, en Italie, vers 1,3 Ma, à Atapuerca, en Espagne, vers 1,25 Ma[45], dans la grotte du Vallonnet[46] et au Bois-de-Riquet, en France, vers 1,1 Ma, et au Mont Poggiolo[47], en Italie, vers 950 000 ans.
  - Artisan : Homo antecessor, en Espagne, vers 900 000 ans[48].

- Paléolithique inférieur (760 000 – 350 000 ans)
  - Acheuléen (industries à bifaces)[49].
  - Artisans : Homo heidelbergensis (Mauer en Allemagne, Homme de Tautavel à la Caune de l'Arago en France[50]), et l'Homme de Néandertal (Sima de los Huesos à Atapuerca en Espagne[51]).

- Paléolithique moyen (350 000 – 45 000 ans)
  - Moustérien, avec différents faciès caractérisés par l'utilisation plus ou moins systématique du débitage Levallois[35].
  - Artisans : Homme de Néandertal en Europe, Homo sapiens en Afrique du Nord et au Proche-Orient.

- Paléolithique supérieur (arrivée d' Homo sapiens en Europe)
  - Dernières industries néandertaliennes (42 000 - 32 000 ans environ), au sein desquelles le débitage laminaire se généralise, comme le Châtelperronien, en France et en Espagne[52],[53].
  - Artisan : l'Homme de Néandertal[54].
  - Uluzzien en Italie[55].
  - Aurignacien (43 000 – 29 000 ans) : première culture généralisée d'Homo sapiens en Europe[56],[57]. L'Aurignacien se caractérise par un débitage laminaire et lamellaire[58], des outils caractéristiques comme les grattoirs sur lame d'une forme étranglée ainsi que des pointes de sagaies à base fendue pour faciliter leur emmanchement. L'art mobilier et l'art pariétal font leur apparition, avec de nombreuses statuettes et des figurations pariétales en grottes, notamment dans la grotte Chauvet[59],[60]. La domestication du chien[61] pour la chasse aurait permis selon certains auteurs aux Homo sapiens d'Eurasie de bénéficier d'un avantage face à l'Homme de Néandertal dans sa recherche de nourriture[62],[63].
  - Gravettien (31 000 – 21 000 ans) : il se caractérise par l'apparition d'une retouche abrupte particulière, permettant de créer un dos sur les lames, une surface plane plus facile à encoller sur une sagaie avec de la glu ou du mastic[64]. Les grottes sont toujours ornées (grotte Cosquer[65], Gargas[66], Mayenne-Sciences[67]), avec en particulier des mains négatives et des ponctuations. Dans toute l'Europe, apparaissent des statuettes féminines aux fesses rebondies, surnommées Vénus, aux hanches généreuses et à la poitrine énorme et tombante, comme la Vénus de Willendorf[68],[69]. Il pourrait s'agir de symboles de fécondité.
  - Solutréen (21 000 – 18 000 ans, seulement identifié à l'ouest du Rhône, en France[70],[71],[72], en Espagne[73] et au Portugal[74]. Les tailleurs solutréens façonnaient des outils extrêmement fins, retouchés sur les deux faces, au tranchant fin et effilé[75]. Le plus célèbre est l'outil surnommé « feuille de laurier », en raison de sa finesse. C'est également au Solutréen qu'apparaissent deux outils majeurs : l'aiguille à chas, qui permet de coudre les vêtements, et le propulseur, qui permet de démultiplier la puissance et la distance de jet des sagaies[76].
  - Épigravettien, présent à l'Est du Rhône, en France et en Italie[77].
  - Badegoulien (19 000 - 17 000 ans) : connu seulement en France et en Suisse, il correspond à l'ancienne dénomination « Magdalénien ancien ». Il se différencie nettement du Magadalénien stricto sensu du point de vue technique (débitage d'éclats) et typologique (abondance des grattoirs et des outils archaïques, rareté des burins et des lamelles à dos)[78],[79],[80],[81].
  - Magdalénien (17 000 – 12 000 ans) : le Magdalénien est la dernière culture du Paléolithique supérieur, qui voit la fin de la dernière glaciation et l'apparition progressive des conditions climatiques actuelles[82]. Le grand développement du travail de l'os et du bois de cervidé culmine avec l'invention du harpon. Ces matériaux sont utilisés pour réaliser des armes de chasse[83]. Sur certains sites, le saumon est pêché de façon intensive[84]. L'exploitation des territoires acquiert une plus grande extension : il arrive que des matières premières ou des coquillages soient retrouvés à des centaines de kilomètres de leur lieu d'origine, mais il est alors difficile de savoir s'il s'agit d'acquisitions directes ou par échange[85]. L'art pariétal est particulièrement riche et diversifié (Rouffignac[86], Niaux[87], Roc-aux-Sorciers[88], Altamira[89], etc.). Le Magdalénien est présent en Europe occidentale (Péninsule ibérique, France, Suisse, Allemagne et Pologne[90]).

#### Épipaléolithique
Parfois appelé Paléolithique final, l'Épipaléolithique marque la fin des temps glaciaires et est caractérisé par un radoucissement généralisé, accompagné en Europe d'un important développement du couvert forestier et donc d'une modification des faunes (disparition des espèces grégaires de milieu ouvert, en particulier du renne, et développement des espèces forestières, notamment le cerf élaphe ou le sanglier). Des cultures matérielles plus localisées et changeant plus rapidement succèdent au Magdalénien. Les expressions artistiques se font nettement plus discrètes (galets striés ou peints) et sont rarement figuratives.
- Azilien
- Valorguien

### Mésolithique
Le Mésolithique est la période durant laquelle les humains, encore chasseurs-cueilleurs, sont confrontés à la fin de l'époque glaciaire et à la modification de l'environnement, avec en particulier le développement des forêts,.
- Sauveterrien
- Tardenoisien
- Montadien
- Castelnovien
- Maglemosien

### Néolithique
Le Néolithique est la période marquée par l'adoption d'une économie de production fondée sur l'agriculture et l'élevage.
- Culture de la céramique cardiale (courant de néolithisation méditerranéen)
- Culture rubanée (courant de néolithisation centre Européen)

### Préhistoire par pays
- Préhistoire de la France
- Préhistoire de la péninsule Ibérique
- Préhistoire de l'Italie
- Préhistoire de Malte
- Préhistoire de la Grèce
- Préhistoire des Balkans
- Préhistoire de la Grande-Bretagne
- Préhistoire et protohistoire de la Pologne

## Préhistoire de l'Afrique

### Articles d'ensemble
- Liste des sites du Paléolithique inférieur en Afrique
- Liste des sites du Paléolithique moyen en Afrique
- Néolithique pastoral
- Néolithique pastoral de savane
- Métallurgie en Afrique ancienne
- Expansion bantoue

### Préhistoire par pays
- Préhistoire du Maroc
- Préhistoire de l'Algérie
- Préhistoire de la Tunisie
- Préhistoire du Sénégal
- Préhistoire du Tchad

## Préhistoire du Moyen-Orient

### Articles d'ensemble
- Liste des sites du Paléolithique inférieur au Moyen-Orient
- Néolithique du Proche-Orient

### Préhistoire par pays
- Préhistoire de l'Anatolie
- Préhistoire du Levant
- Préhistoire de la Mésopotamie
- Préhistoire de l'Iran

## Préhistoire de l'Asie

### Préhistoire de la Chine
- Préhistoire de la Chine
- Paléolithique en Chine
- Néolithique en Chine

### Préhistoire du Japon
- Paléolithique du Japon
- Période Jōmon
- Période Yayoi

### Autres pays
- Préhistoire de l'Inde
- Préhistoire du Sri Lanka
- Préhistoire de la Corée
- Préhistoire de Taïwan
- Peuplement de l'Asie du Sud-Est

## Préhistoire de l'Océanie
- Préhistoire de l'Australie
- Peuplement de l'Océanie

## Préhistoire de l'Amérique
- Premier peuplement de l'Amérique
- Préhistoire du Brésil
- Histoire précoloniale du Québec

## Représentations dans les arts

### Peinture et illustration
Les arts visuels qui imaginent la Préhistoire ou les temps géologiques plus anciens sont appelés le paléoart. Ces œuvres peuvent être plus ou moins réalistes ou fantaisistes. Lorsqu'elles sont anciennes, elles peuvent refléter un état obsolète des connaissances scientifiques. Une illustration naturaliste est vouée, quant à elle, à être utilisée comme document pour un usage scientifique, ce qui n'est pas nécessairement le cas de toutes les œuvres de paléoart.